# Xenopseustis
Xenopseustis es un género monotípico de lepidópteros de la familia Noctuidae. Su única especie, Xenopseustis poecilastis Meyrick, 1897, es originaria de Queensland en Australia.